# Pseudobunaea parathyrena
Pseudobunaea parathyrena är en fjärilsart som beskrevs av M.Gaede 1927. Pseudobunaea parathyrena ingår i släktet Pseudobunaea och familjen påfågelsspinnare. Inga underarter finns listade i Catalogue of Life.